# Danh sách núi cao nhất thế giới
Danh sách các núi cao nhất thế giới là danh sách liệt kê 107 đỉnh núi cao nhất đã được biết tới trên thế giới, xếp theo thứ tự từ cao xuống thấp, đo theo độ cao tính từ mực nước biển. Tất cả các đỉnh cao nhất này đều thuộc châu Á.

## Sự phân bố
Hầu hết các đỉnh núi trong danh sách này đều thuộc dãy Himalaya và dãy Karakoram, nằm ở vùng biên giới giữa các nước Ấn Độ, Trung Quốc, Pakistan và Nêpal. Trên thực tế, các đỉnh núi cao hơn 7000 m của thế giới tập trung ở Trung Á, trong một vùng hình chữ nhật với bốn góc là các đỉnh Noshaq (7492 m) trên biên giới Afghanistan - Pakistan ở phía Tây, đỉnh Peak Jengish Chokusu, Tomur Feng (7439 m) ở biên giới Kyrgyzstan-Tân Cương ở phía Bắc, Cống Ca Sơn (Minya Konka) (7556 m) ở Tứ Xuyên phía Đông và Kabru (7412 m) ở biên giới Sikkim - Nepal phía Nam.

## Danh sách
| Thứ hạng | Tên núi                  | Chiều cao (m) | Chiều cao (ft) | Dãy                          | Quốc gia                 | Tọa độ                                          | Phần lồi (m) | Núi chính            | Năm chinh phục | Số lần chinh phục (thất bại) |
| -------- | ------------------------ | ------------- | -------------- | ---------------------------- | ------------------------ | ----------------------------------------------- | ------------ | -------------------- | -------------- | ---------------------------- |
| 1        | Núi Everest              | 8.848,86      | 29.032         | Khumbu Himalaya              | Nepal / Tây Tạng         | 27°59′14″B 86°55′31″Đ / 27,98722°B 86,92528°Đ   | 8.848        |                      | 1953           | 145 (121)                    |
| 2        | K2                       | 8.600         | 28.259         | Baltoro Karakoram            | Pakistan / Tân Cương     | 35°52′57″B 76°30′48″Đ / 35,8825°B 76,51333°Đ    | 4.017        | Núi Everest          | 1954           | 45 (44)                      |
| 3        | Kanchenjunga             | 8.586         | 28.169         | Kanchenjunga Himalaya        | Nepal / Ấn Độ            | 27°42′9″B 88°08′49″Đ / 27,7025°B 88,14694°Đ     | 3.922        | Núi Everest          | 1955           | 38 (24)                      |
| 4        | Lhotse                   | 8.516         | 27.940         | Khumbu Himalaya              | Nepal / Tây Tạng         | 27°57′42″B 86°55′59″Đ / 27,96167°B 86,93306°Đ   | 610          | Núi Everest          | 1956           | 26 (26)                      |
| 5        | Makalu                   | 8.485         | 27.838         | Khumbu Himalaya              | Nepal / Tây Tạng         | 27°53′21″B 87°05′19″Đ / 27,88917°B 87,08861°Đ   | 2.386        | Núi Everest (Lhotse) | 1955           | 45 (52)                      |
| 6        | Cho Oyu                  | 8.188         | 26.864         | Khumbu Himalaya              | Nepal / Tây Tạng         | 28°05′39″B 86°39′39″Đ / 28,09417°B 86,66083°Đ   | 2.340        | Núi Everest          | 1954           | 79 (28)                      |
| 7        | Dhaulagiri               | 8.167         | 26.795         | Dhaulagiri Himalaya          | Nepal                    | 28°41′45″B 83°29′36″Đ / 28,69583°B 83,49333°Đ   | 3.357        | Núi Everest          | 1960           | 51 (39)                      |
| 8        | Manaslu                  | 8.163         | 26.781         | Manaslu Himalaya             | Nepal                    | 28°32′58″B 84°33′39″Đ / 28,54944°B 84,56083°Đ   | 3.092        | Cho Oyu              | 1956           | 49 (45)                      |
| 9        | Nanga Parbat             | 8.125         | 26.657         | Nanga Parbat Himalaya        | Kashmir (Pakistan)       | 35°14′18″B 74°35′22″Đ / 35,23833°B 74,58944°Đ   | 4.608        | Dhaulagiri           | 1953           | 52 (67)                      |
| 10       | Annapurna I              | 8.091         | 26.545         | Khối núi Annapurna Himalaya  | Nepal                    | 28°35′43″B 83°49′11″Đ / 28,59528°B 83,81972°Đ   | 2.984        | Cho Oyu              | 1950           | 36 (47)                      |
| 11       | Gasherbrum I             | 8.080         | 26.509         | Baltoro Karakoram            | Pakistan / Tân Cương     | 35°43′27″B 76°41′44″Đ / 35,72417°B 76,69556°Đ   | 2.155        | K2                   | 1958           | 31 (16)                      |
| 12       | Broad Peak               | 8.051         | 26.414         | Baltoro Karakoram            | Pakistan / Tân Cương     | 35°48′38″B 76°34′5″Đ / 35,81056°B 76,56806°Đ    | 1.701        | Gasherbrum I         | 1957           | 39 (19)                      |
| 13       | Gasherbrum II            | 8.034         | 26.362         | Baltoro Karakoram            | Pakistan / Tân Cương     | 35°45′27″B 76°39′11″Đ / 35,7575°B 76,65306°Đ    | 1.523        | Gasherbrum I         | 1956           | 54 (12)                      |
| 14       | Shishapangma             | 8.027         | 26.335         | Langtang Himalaya            | Tây Tạng                 | 28°21′12″B 85°46′43″Đ / 28,35333°B 85,77861°Đ   | 2.897        | Cho Oyu              | 1964           | 43 (19)                      |
| 15       | Gyachung Kang            | 7.952         | 26.089         | Khumbu Himalaya              | Nepal / Tây Tạng         | 28°05′52″B 86°44′47″Đ / 28,09778°B 86,74639°Đ   | 700          | Cho Oyu              | 1964           | 5 (3)                        |
|          | Gasherbrum III           | 7.946         | 26.070         | Baltoro Karakoram            | Kashmir (Pakistan)       | 35°45′34″B 76°38′31″Đ / 35,75944°B 76,64194°Đ   | 355          | Gasherbrum II        | 1975           | 2 (2)                        |
| 16       | Annapurna II             | 7.937         | 26.040         | Annapurna Himalaya           | Nepal                    | 28°32′3″B 84°07′20″Đ / 28,53417°B 84,12222°Đ    | 2.437        | Annapurna I          | 1960           | 6 (19)                       |
| 17       | Gasherbrum IV            | 7.932         | 26.024         | Baltoro Karakoram            | Kashmir (Pakistan)       | 35°45′33″B 76°36′57″Đ / 35,75917°B 76,61583°Đ   | 725          | Gasherbrum III       | 1958           | 4 (11)                       |
| 18       | Himalchuli               | 7.893         | 25.896         | Manaslu Himalaya             | Nepal                    | 28°26′7″B 84°38′24″Đ / 28,43528°B 84,64°Đ       | 1.633        | Manaslu              | 1960           | 6 (12)                       |
| 19       | Distaghil Sar            | 7.884         | 25.866         | Hispar Karakoram             | Kashmir (Pakistan)       | 36°19′33″B 75°11′18″Đ / 36,32583°B 75,18833°Đ   | 2.525        | K2                   | 1960           | 3 (5)                        |
| 20       | Ngadi Chuli              | 7.871         | 25.823         | Manaslu Himalaya             | Nepal                    | 28°30′12″B 84°34′3″Đ / 28,50333°B 84,5675°Đ     | 1.020        | Manaslu              | 1970           | 2 (6)                        |
|          | Nuptse                   | 7.864         | 25.801         | Khumbu Himalaya              | Nepal                    | 27°58′2″B 86°53′10″Đ / 27,96722°B 86,88611°Đ    | 319          | Lhotse               | 1961           | 5 (12)                       |
| 21       | Khunyang Chhish          | 7.823         | 25.666         | Hispar Karakoram             | Kashmir (Pakistan)       | 36°12′19″B 75°12′28″Đ / 36,20528°B 75,20778°Đ   | 1.765        | Distaghil Sar        | 1971           | 2 (6)                        |
| 22       | Masherbrum               | 7.821         | 25.659         | Masherbrum Karakoram         | Kashmir (Pakistan)       | 35°38′24″B 76°18′21″Đ / 35,64°B 76,30583°Đ      | 2.457        | Gasherbrum I         | 1960           | 4 (9)                        |
| 23       | Nanda Devi               | 7.816         | 25.643         | Kumaon Himalaya              | Ấn Độ                    | 30°22′36″B 79°58′15″Đ / 30,37667°B 79,97083°Đ   | 3.139        | Dhaulagiri           | 1936           | 14 (12)                      |
| 24       | Chomo Lonzo              | 7.804         | 25.604         | Khumbu Himalaya              | Tây Tạng                 | 27°55′48″B 87°06′29″Đ / 27,93°B 87,10806°Đ      | 590          | Makalu               | 1954           | 3 (1)                        |
| 25       | Batura Sar               | 7.795         | 25.574         | Batura Karakoram             | Kashmir (Pakistan)       | 36°30′36″B 74°31′27″Đ / 36,51°B 74,52417°Đ      | 3.118        | Distaghil Sar        | 1976           | 4 (6)                        |
| 26       | Kanjut Sar               | 7.790         | 25.558         | Hispar Karakoram             | Kashmir (Pakistan)       | 36°12′18″B 75°25′4″Đ / 36,205°B 75,41778°Đ      | 1.690        | Khunyang Chhish      | 1959           | 2 (1)                        |
| 27       | Rakaposhi                | 7.788         | 25.551         | Rakaposhi Karakoram          | Kashmir (Pakistan)       | 36°08′33″B 74°29′21″Đ / 36,1425°B 74,48917°Đ    | 2.818        | Khunyang Chhish      | 1958           | 8 (13)                       |
| 28       | Namcha Barwa             | 7.782         | 25.531         | Assam Himalaya               | Tây Tạng                 | 29°37′50″B 95°03′19″Đ / 29,63056°B 95,05528°Đ   | 4.106        | Kangchenjunga        | 1992           | 1 (2)                        |
| 29       | Kamet                    | 7.756         | 25.446         | Garhwal Himalaya             | Ấn Độ                    | 30°55′12″B 79°35′30″Đ / 30,92°B 79,59167°Đ      | 2.825        | Nanda Devi           | 1931           | 23 (14)                      |
| 30       | Dhaulagiri II            | 7.751         | 25.430         | Dhaulagiri Himalaya          | Nepal                    | 28°45′46″B 83°23′14″Đ / 28,76278°B 83,38722°Đ   | 2.396        | Dhaulagiri           | 1971           | 4 (11)                       |
| 31       | Saltoro Kangri           | 7.742         | 25.400         | Saltoro Karakoram            | Kashmir                  | 35°23′57″B 76°50′51″Đ / 35,39917°B 76,8475°Đ    | 2.160        | Gasherbrum I         | 1962           | 2 (1)                        |
| 32       | Jannu                    | 7.711         | 25.299         | Kangchenjunga Himalaya       | Nepal                    | 27°40′54″B 88°02′36″Đ / 27,68167°B 88,04333°Đ   | 1.036        | Kangchenjunga        | 1962           | 17 (12)                      |
| 33       | Tirich Mir               | 7.708         | 25.289         | Hindu Kush                   | Pakistan                 | 36°15′19″B 71°50′30″Đ / 36,25528°B 71,84167°Đ   | 3.910        | Batura Sar           | 1950           | 20 (11)                      |
|          | Molamenqing              | 7.703         | 25.272         | Langtang Himalaya            | Tây Tạng                 | 28°21′17″B 85°48′39″Đ / 28,35472°B 85,81083°Đ   | 430          | Shishapangma         | 1981           | 1 (0)                        |
| 34       | Gurla Mandhata           | 7.694         | 25.243         | Nalakankar Himalaya          | Tây Tạng                 | 30°26′17″B 81°17′53″Đ / 30,43806°B 81,29806°Đ   | 2.788        | Dhaulagiri           | 1985           | 6 (4)                        |
| 35       | Saser Kangri I           | 7.672         | 25.171         | Saser Karakoram              | Kashmir (Ấn Độ)          | 34°52′0″B 77°45′9″Đ / 34,86667°B 77,7525°Đ      | 2.304        | Gasherbrum I         | 1973           | 6 (4)                        |
| 36       | Chogolisa                | 7.665         | 25.148         | Masherbrum Karakoram         | Kashmir (Pakistan)       | 35°36′51″B 76°34′45″Đ / 35,61417°B 76,57917°Đ   | 1.624        | Masherbrum           | 1975           | 4 (2)                        |
|          | Dhaulagiri IV            | 7.661         | 25.135         | Dhaulagiri Himalaya          | Nepal                    | 28°44′9″B 83°18′55″Đ / 28,73583°B 83,31528°Đ    | 469          | Dhaulagiri II        | 1975           | 2 (10)                       |
| 37       | Kongur Tagh              | 7.649         | 25.095         | Kongur Shan Kunlun           | Tân Cương                | 38°35′36″B 75°18′48″Đ / 38,59333°B 75,31333°Đ   | 3.585        | Distaghil Sar        | 1981           | 2 (4)                        |
|          | Dhaulagiri V             | 7.618         | 24.993         | Dhaulagiri Himalaya          | Nepal                    | 28°44′2″B 83°21′41″Đ / 28,73389°B 83,36139°Đ    | 340          | Dhaulagiri IV        | 1975           | 2 (3)                        |
| 38       | Shispare                 | 7.611         | 24.970         | Batura Karakoram             | Kashmir (Pakistan)       | 36°26′26″B 74°40′51″Đ / 36,44056°B 74,68083°Đ   | 1.240        | Batura Sar           | 1974           | 3 (1)                        |
| 39       | Kongur Tiube             | 7.530         | 24.705         | Kongur Shan Kunlun           | Tân Cương                | 38°36′59″B 75°11′55″Đ / 38,61639°B 75,19861°Đ   | 830          | Kongur Tagh          | 1956           | 2 (3)                        |
| 40       | Trivor                   | 7.577         | 24.859         | Hispar Karakoram             | Kashmir (Pakistan)       | 36°17′15″B 75°05′10″Đ / 36,2875°B 75,08611°Đ    | 1.000        | Distaghil Sar        | 1960           | 2 (5)                        |
| 41       | Gangkhar Puensum         | 7.570         | 24.836         | Kula Kangri Himalaya         | Bhutan / Tây Tạng        | 28°02′48″B 90°27′21″Đ / 28,04667°B 90,45583°Đ   | 2.995        | Kangchenjunga        | chưa lên       | 0 (3)                        |
| 42       | Minya Konka              | 7.556         | 24.790         | Daxue Shan                   | Tứ Xuyên                 | 29°35′43″B 101°52′47″Đ / 29,59528°B 101,87972°Đ | 3.642        | K2 (?)               | 1932           | 6 (7)                        |
| 43       | Annapurna III            | 7.555         | 24.787         | Annapurna Himalaya           | Nepal                    | 28°35′5″B 83°59′28″Đ / 28,58472°B 83,99111°Đ    | 703          | Annapurna I          | 1961           | 10 (17)                      |
| 44       | Muztagh Ata              | 7.546         | 24.757         | Muztagata Kunlun             | Tân Cương                | 38°16′42″B 75°06′57″Đ / 38,27833°B 75,11583°Đ   | 2.702        | Kongur Tagh          | 1956           | many                         |
| 45       | Skyang Kangri            | 7.545         | 24.754         | Baltoro Karakoram            | Pakistan / Tân Cương     | 35°55′35″B 76°34′3″Đ / 35,92639°B 76,5675°Đ     | 1.060        | K2                   | 1976           | 1 (2)                        |
| 46       | Changtse                 | 7.543         | 24.747         | Khumbu Himalaya              | Tây Tạng                 | 28°01′29″B 86°54′31″Đ / 28,02472°B 86,90861°Đ   | 520          | Núi Everest          | 1982           | 9 (9)                        |
| 47       | Kula Kangri              | 7.538         | 24.731         | Kula Kangri Himalaya         | Tây Tạng                 | 28°13′34″B 90°36′54″Đ / 28,22611°B 90,615°Đ     | 1.650        | Gangkhar Puensum     | 1986           | 3 (2)                        |
| 48       | Mamostong Kangri         | 7.516         | 24.659         | Rimo Karakoram               | Kashmir (Ấn Độ)          | 35°08′27″B 77°34′39″Đ / 35,14083°B 77,5775°Đ    | 1.803        | Gasherbrum I         | 1984           | 5 (0)                        |
| 49       | Saser Kangri II E        | 7.513         | 24.649         | Saser Karakoram              | Kashmir (Ấn Độ)          | 34°48′15″B 77°48′18″Đ / 34,80417°B 77,805°Đ     | 1.450        | Saser Kangri I       | chưa lên       | 0 (0)                        |
| 50       | Đỉnh Ismoil Somoni       | 7.495         | 24.590         | Pamir (Akademiya Nauk Range) | Tajikistan               | 38°56′33″B 72°00′54″Đ / 38,9425°B 72,015°Đ      | 3.402        | Muztagh Ata          | 1933           |                              |
| 51       | Saser Kangri III         | 7.495         | 24.590         | Saser Karakoram              | Kashmir (Ấn Độ)          | 34°50′44″B 77°47′6″Đ / 34,84556°B 77,785°Đ      | 850          | Saser Kangri I       | 1986           | 1 (0)                        |
| 52       | Noshaq                   | 7.492         | 24.580         | Hindu Kush                   | Afghanistan / Pakistan   | 36°25′54″B 71°49′42″Đ / 36,43167°B 71,82833°Đ   | 2.024        | Tirich Mir           | 1960           | 33 (3)                       |
| 53       | Pumari Chhish            | 7.492         | 24.580         | Hispar Karakoram             | Kashmir (Pakistan)       | 36°12′40″B 75°15′10″Đ / 36,21111°B 75,25278°Đ   | 884          | Khunyang Chhish      | 1979           | 1 (2)                        |
| 54       | Pasu Sar                 | 7.476         | 24.528         | Batura Karakoram             | Kashmir (Pakistan)       | 36°29′16″B 74°35′16″Đ / 36,48778°B 74,58778°Đ   | 645          | Batura Sar           | 1994           | 1 (0)                        |
| 55       | Yukshin Gardan Sar       | 7.469         | 24.505         | Hispar Karakoram             | Kashmir (Pakistan)       | 36°15′0″B 75°22′30″Đ / 36,25°B 75,375°Đ         | 1.313        | Pumari Chhish        | 1984           | 4 (1)                        |
| 56       | Teram Kangri I           | 7.462         | 24.482         | Siachen Karakoram            | Kashmir                  | 35°34′45″B 77°04′39″Đ / 35,57917°B 77,0775°Đ    | 1.702        | Gasherbrum I         | 1975           | 2 (0)                        |
| 57       | Jongsong Peak            | 7.462         | 24.482         | Kangchenjunga Himalaya       | Nepal / Tây Tạng / Ấn Độ | 27°52′52″B 88°08′5″Đ / 27,88111°B 88,13472°Đ    | 1.298        | Kangchenjunga        | 1930           | 2 (3)                        |
| 58       | Malubiting               | 7.458         | 24.469         | Rakaposhi Karakoram          | Kashmir (Pakistan)       | 36°00′6″B 74°52′33″Đ / 36,00167°B 74,87583°Đ    | 2.193        | Rakaposhi            | 1971           | 2 (6)                        |
| 59       | Gangapurna               | 7.455         | 24.459         | Annapurna Himalaya           | Nepal                    | 28°36′17″B 83°57′51″Đ / 28,60472°B 83,96417°Đ   | 563          | Annapurna III        | 1965           | 8 (13)                       |
| 60       | Peak Pobeda              | 7.439         | 24.406         | Tien Shan                    | Kyrgyzstan / Tân Cương   | 42°02′6″B 80°07′32″Đ / 42,035°B 80,12556°Đ      | 4.148        | Ismail Samani Peak   | 1938           |                              |
| 61       | K12                      | 7.428         | 24.370         | Saltoro Karakoram            | Kashmir                  | 35°17′42″B 77°01′18″Đ / 35,295°B 77,02167°Đ     | 1.978        | Saltoro Kangri       | 1974           | 4 (2)                        |
| 62       | Yangra (Ganesh I)        | 7.422         | 24.350         | Ganesh Himalaya              | Nepal / Tây Tạng         | 28°23′28″B 85°07′38″Đ / 28,39111°B 85,12722°Đ   | 2.352        | Manaslu              | 1955           | 1 (6)                        |
| 63       | Sia Kangri               | 7.422         | 24.350         | Siachen Karakoram            | Kashmir                  | 35°39′30″B 76°45′42″Đ / 35,65833°B 76,76167°Đ   | 640          | Gasherbrum I         | 1934           | 6 (0)                        |
| 64       | Momhil Sar               | 7.414         | 24.324         | Hispar Karakoram             | Kashmir (Pakistan)       | 36°19′4″B 75°02′11″Đ / 36,31778°B 75,03639°Đ    | 990          | Trivor               | 1964           | 2 (6)                        |
| 65       | Kabru N                  | 7.412         | 24.318         | Kangchenjunga Himalaya       | Nepal / Ấn Độ            | 27°38′2″B 88°07′0″Đ / 27,63389°B 88,11667°Đ     | 780          | Kangchenjunga        | chưa lên       | 0 (1)                        |
| 66       | Skil Brum                | 7.410         | 24.311         | Baltoro Karakoram            | Pakistan / Tân Cương     | 35°51′3″B 76°25′45″Đ / 35,85083°B 76,42917°Đ    | 1.152        | K2                   | 1957           | 2 (1)                        |
| 67       | Haramosh                 | 7.409         | 24.308         | Rakaposhi Karakoram          | Kashmir (Pakistan)       | 35°50′24″B 74°53′51″Đ / 35,84°B 74,8975°Đ       | 2.277        | Malubiting           | 1958           | 4 (3)                        |
| 68       | Istor-o-Nal              | 7.403         | 24.288         | Hindu Kush                   | Pakistan                 | 36°22′35″B 71°53′55″Đ / 36,37639°B 71,89861°Đ   | 1.025        | Noshaq               | 1969           | 4 (5)                        |
| 69       | Ghent Kangri             | 7.401         | 24.281         | Saltoro Karakoram            | Kashmir                  | 35°31′3″B 76°48′1″Đ / 35,5175°B 76,80028°Đ      | 1.493        | Saltoro Kangri       | 1961           | 4 (0)                        |
| 70       | Ultar Sar                | 7.388         | 24.239         | Batura Karakoram             | Kashmir (Pakistan)       | 36°23′54″B 74°42′32″Đ / 36,39833°B 74,70889°Đ   | 700          | Shispare             | 1996           | 2 (5)                        |
| 71       | Rimo I                   | 7.385         | 24.229         | Rimo Karakoram               | Kashmir                  | 35°21′21″B 77°22′9″Đ / 35,35583°B 77,36917°Đ    | 1.438        | Teram Kangri I       | 1988           | 1 (3)                        |
| 72       | Churen Himal             | 7.385         | 24.229         | Dhaulagiri Himalaya          | Nepal                    | 28°44′6″B 83°12′58″Đ / 28,735°B 83,21611°Đ      | 600          | Dhaulagiri IV        | 1970           | 3 (0)                        |
| 73       | Teram Kangri III         | 7.382         | 24.219         | Siachen Karakoram            | Kashmir                  | 35°35′49″B 77°03′11″Đ / 35,59694°B 77,05306°Đ   | 500+         | Teram Kangri I       | 1979           | 1 (0)                        |
| 74       | Sherpi Kangri            | 7.380         | 24.213         | Saltoro Karakoram            | Kashmir (Pakistan)       | 35°27′58″B 76°46′53″Đ / 35,46611°B 76,78139°Đ   | 900          | Ghent Kangri         | 1976           | 1 (1)                        |
| 75       | Labuche Kang             | 7.367         | 24.170         | Labuche Himalaya             | Tây Tạng                 | 28°18′15″B 86°21′3″Đ / 28,30417°B 86,35083°Đ    | 1.957        | Cho Oyu              | 1987           | 1 (0)                        |
| 76       | Kirat Chuli              | 7.362         | 24.153         | Kangchenjunga Himalaya       | Nepal / Ấn Độ            | 27°47′13″B 88°11′40″Đ / 27,78694°B 88,19444°Đ   | 1.168        | Kangchenjunga        | 1939           | 1 (6)                        |
|          | Abi Gamin                | 7.355         | 24.131         | Garhwal Himalaya             | Ấn Độ / Tây Tạng         | 30°55′57″B 79°36′9″Đ / 30,9325°B 79,6025°Đ      | 217          | Kamet                | 1950           | 17 (2)                       |
| 77       | Nangpai Gosum            | 7.350         | 24.114         | Khumbu Himalaya              | Nepal / Tây Tạng         | 28°04′20″B 86°36′52″Đ / 28,07222°B 86,61444°Đ   | 500          | Cho Oyu              | 1996           | 3 (1)                        |
|          | Gimmigela (The Twins)    | 7.350         | 24.114         | Kangchenjunga Himalaya       | Nepal / Ấn Độ            | 27°44′24″B 88°09′28″Đ / 27,74°B 88,15778°Đ      | 432          | Kangchenjunga        | 1994           | 3 (1)                        |
| 78       | Saraghrar                | 7.349         | 24.111         | Hindu Kush                   | Pakistan                 | 36°32′51″B 72°07′0″Đ / 36,5475°B 72,11667°Đ     | 1.979        | Noshaq               | 1959           | 2 (3)                        |
| 79       | Chamlang                 | 7.321         | 24.019         | Khumbu Himalaya              | Nepal                    | 27°46′30″B 86°58′47″Đ / 27,775°B 86,97972°Đ     | 1.240        | Lhotse               | 1961           | 7 (1)                        |
| 80       | Chomolhari               | 7.315         | 24.000         | Chomolhari Himalaya          | Bhutan / Tây Tạng        | 27°49′37″B 89°16′28″Đ / 27,82694°B 89,27444°Đ   | 2.065        | Gangkhar Puensum     | 1937           | 4 (0)                        |
| 81       | Chongtar                 | 7.315         | 23.999         | Baltoro Karakoram            | Kashmir (Tân Cương)      | 35°54′46″B 76°25′47″Đ / 35,91278°B 76,42972°Đ   | 1.300        | Skil Brum            | 1994           | 1 (1)                        |
| 82       | Baltoro Kangri           | 7.312         | 23.990         | Masherbrum Karakoram         | Kashmir (Pakistan)       | 35°38′21″B 76°40′24″Đ / 35,63917°B 76,67333°Đ   | 1.040        | Chogolisa            | 1976           | 1 (0)                        |
| 83       | Siguang Ri               | 7.309         | 23.980         | Khumbu Himalaya              | Tây Tạng                 | 28°08′49″B 86°41′6″Đ / 28,14694°B 86,685°Đ      | 650          | Cho Oyu              | 1989           | 2 (1)                        |
| 84       | The Crown                | 7.295         | 23.934         | Yengisogat Karakoram         | Kashmir (Tân Cương)      | 36°06′22″B 76°12′26″Đ / 36,10611°B 76,20722°Đ   | 1.919        | Skil Brum (K2)       | 1993           | 1 (3)                        |
| 85       | Gyala Peri               | 7.294         | 23.930         | Assam Himalaya               | Tây Tạng                 | 29°48′47″B 94°58′3″Đ / 29,81306°B 94,9675°Đ     | 2.942        | Núi Everest          | 1986           | 1 (0)                        |
| 86       | Porong Ri                | 7.292         | 23.924         | Langtang Himalaya            | Tây Tạng                 | 28°23′22″B 85°43′17″Đ / 28,38944°B 85,72139°Đ   | 520          | Shisha Pangma        | 1982           | 5 (0)                        |
| 87       | Baintha Brakk (The Ogre) | 7.285         | 23.901         | Panmah Karakoram             | Kashmir (Pakistan)       | 35°56′51″B 75°45′12″Đ / 35,9475°B 75,75333°Đ    | 1.891        | Kanjut Sar           | 1977           | 3 (13)                       |
| 88       | Yutmaru Sar              | 7.283         | 23.894         | Hispar Karakoram             | Kashmir (Pakistan)       | 36°13′40″B 75°22′5″Đ / 36,22778°B 75,36806°Đ    | 620          | Yukshin Gardan Sar   | 1980           | 1 (1)                        |
| 89       | Baltistan Peak           | 7.282         | 23.891         | Masherbrum Karakoram         | Kashmir (Pakistan)       | 35°25′0″B 76°33′3″Đ / 35,41667°B 76,55083°Đ     | 1.962        | Chogolisa            | 1970           | 1 (3)                        |
| 90       | Kangpenqing              | 7.281         | 23.888         | Baiku Himalaya               | Tây Tạng                 | 28°33′3″B 85°32′44″Đ / 28,55083°B 85,54556°Đ    | 1.340        | Shisha Pangma        | 1982           | 1 (1)                        |
| 91       | Muztagh Tower            | 7.276         | 23.871         | Baltoro Karakoram            | Kashmir (Pakistan)       | 35°49′38″B 76°21′39″Đ / 35,82722°B 76,36083°Đ   | 1.710        | Skil Brum            | 1956           | 4 (2)                        |
| 92       | Mana Peak                | 7.272         | 23.858         | Garhwal Himalaya             | Ấn Độ                    | 30°52′51″B 79°36′56″Đ / 30,88083°B 79,61556°Đ   | 730          | Kamet                | 1937           | 7 (3)                        |
|          | Dhaulagiri VI            | 7.268         | 23.845         | Dhaulagiri Himalaya          | Nepal                    | 28°42′29″B 83°16′21″Đ / 28,70806°B 83,2725°Đ    | 485          | Dhaulagiri IV        | 1970           | 5 (0)                        |
| 93       | Diran                    | 7.266         | 23.839         | Rakaposhi Karakoram          | Kashmir (Pakistan)       | 36°07′19″B 74°39′40″Đ / 36,12194°B 74,66111°Đ   | 1.325        | Malubiting           | 1968           | 12 (8)                       |
| 93a      | Labuche Kang III / East  | 7.250         | 23.786         | Labuche Himalaya             | Tây Tạng                 | 28°18′1″B 86°23′3″Đ / 28,30028°B 86,38417°Đ     | 570          | Labuche Kang         | chưa lên       | 0 (0)                        |
| 94       | Putha Hiunchuli          | 7.246         | 23.773         | Dhaulagiri Himalaya          | Nepal                    | 28°44′50″B 83°08′55″Đ / 28,74722°B 83,14861°Đ   | 1.151        | Churen Himal         | 1954           | 11 (5)                       |
| 95       | Apsarasas                | 7.245         | 23.770         | Siachen Karakoram            | Kashmir                  | 35°32′23″B 77°09′3″Đ / 35,53972°B 77,15083°Đ    | 635          | Teram Kangri I       | 1976           | 2 (0)                        |
| 96       | Mukut Parbat             | 7.242         | 23.760         | Garhwal Himalaya             | Ấn Độ / Tây Tạng         | 30°57′1″B 79°34′7″Đ / 30,95028°B 79,56861°Đ     | 840          | Kamet                | 1951           | 2 (1)                        |
| 97       | Rimo III                 | 7.233         | 23.730         | Rimo Karakoram               | Kashmir                  | 35°22′32″B 77°21′38″Đ / 35,37556°B 77,36056°Đ   | 615          | Rimo I               | 1985           | 1 (0)                        |
| 98       | Langtang Lirung          | 7.227         | 23.711         | Langtang Himalaya            | Nepal                    | 28°15′20″B 85°31′2″Đ / 28,25556°B 85,51722°Đ    | 1.525        | Shisha Pangma        | 1978           | 14 (13)                      |
| 99       | Karjiang                 | 7.221         | 23.691         | Kula Kangri Himalaya         | Tây Tạng                 | 28°15′31″B 90°38′43″Đ / 28,25861°B 90,64528°Đ   | 880          | Kula Kangri          | chưa lên       | 0 (2)                        |
| 100      | Annapurna Dakshin        | 7.219         | 23.684         | Annapurna Himalaya           | Nepal                    | 28°31′4″B 83°48′27″Đ / 28,51778°B 83,8075°Đ     | 775          | Annapurna            | 1964           | 10 (16)                      |
| 101      | Khartaphu                | 7.213         | 23.665         | Khumbu Himalaya              | Tây Tạng                 | 28°03′45″B 86°58′39″Đ / 28,0625°B 86,9775°Đ     | 712          | Núi Everest          | 1935           | 1 (0)                        |
| 102      | Tongshanjiabu            | 7.207         | 23.645         | Lunana Himalaya              | Bhutan (/Tây Tạng)       | 28°11′12″B 89°57′27″Đ / 28,18667°B 89,9575°Đ    | 1.757        | Gangkar Puensum      | chưa lên       | 0 (0)                        |
| 103      | Singhi Kangri            | 7.202         | 23.629         | Siachen Karakoram            | Kashmir                  | 35°36′0″B 76°59′0″Đ / 35,6°B 76,98333°Đ         | 800          | Teram Kangri III     | 1976           | 2 (0)                        |
| 104      | Norin Kang               | 7.206         | 23.642         | Nagarze Himalaya             | Tây Tạng                 | 28°56′48″B 90°10′42″Đ / 28,94667°B 90,17833°Đ   | 2.160        | Tongshanjiabu        | 1986           | 4 (1)                        |
| 105      | Langtang Ri              | 7.205         | 23.638         | Langtang Himalaya            | Nepal / Tây Tạng         | 28°22′53″B 85°41′1″Đ / 28,38139°B 85,68361°Đ    | 650          | Porong Ri            | 1981           | 4 (0)                        |
| 106      | Kangphu Kang             | 7.204         | 23.635         | Lunana Himalaya              | Bhutan (/Tây Tạng)       | 28°09′18″B 90°03′45″Đ / 28,155°B 90,0625°Đ      | 1.200        | Tongshanjiabu        | 2002           | 1 (0)                        |
| 107      | Lupghar Sar              | 7.200         | 23.622         | Hispar Karakoram             | Kashmir (Pakistan)       | 36°20′52″B 75°00′57″Đ / 36,34778°B 75,01583°Đ   | 730          | Momhil Sar           | 1979           | 1 (0)                        |

(dãy Karakoram thường được xem là một phần thuộc dãy Himalaya lớn hơn, nhưng thực tế nó ở phía Bắc Himalaya)

## Trong hệ Mặt Trời
Trên các thiên thể thuộc hệ Mặt Trời (trừ bản thân Mặt Trời), người ta quan sát được khá nhiều vùng đất đá nhô cao hơn chung quanh:
| Hành tinh hoặc vệ tinh | Mỏm cao nhất     | Chiều cao (metres) | Hình ảnh |
| ---------------------- | ---------------- | ------------------ | -------- |
| Mặt Trăng              | Mons Huygens     | 4,700              |          |
| Sao Thủy               | Caloris Montes   | 3.000              |          |
| Sao Kim                | Maxwell Montes   | 11,000             |          |
| Sao Hỏa                | Olympus Mons     | 21,171             |          |
| Io                     | Boösaule Montes  | 17,000 (xấp xỉ)    |          |
| Lapetus                | Dãy núi xích đạo | 20,000 (xấp xỉ)    |          |

| Hành tinh hoặc vệ tinh | Mỏm cao nhất                | Chiều cao                           | % bán kính | Origin                | Hình ảnh | Notes                        |
| ---------------------- | --------------------------- | ----------------------------------- | ---------- | --------------------- | --- | ---------------------------- |
| Sao Thủy               | Caloris Montes              | ≤ 3 km (1,9 mi)                     | 0.12       | Hố va chạm            | Hinh thành trên Đồng bằng Caloris |                              |
| Venus                  | Skadi Mons                  | 6,4 km (4,0 mi) (approx.)           | 0.11       | tectonic              | Has radar-bright slopes due to metallic Venus snow, possibly lead sulfide                                                                        |                              |
| Venus                  | Maat Mons                   | 4,9 km (3,0 mi) (approx.)           | 0.081      | volcanic              | Highest volcano on Venus |                              |
| Earth                  | Mauna Kea và Mauna Loa      | 10,2 km (6,3 mi)                    | 0.16       | volcanic              | Just 4,2 km (2,6 mi) of this is above sea level                                                                                                  |                              |
| Earth                  | Haleakala                   | 9,1 km (5,7 mi)                     | 0.14       | volcanic              | Rises 3.1 km above sea level |                              |
| Earth                  | Pico del Teide              | 7,5 km (4,7 mi)                     | 0.12       | volcanic              | Rises 3.7 km above sea level |                              |
| Earth                  | Denali                      | 5,3 đến 5,9 km (3,3 đến 3,7 mi)     | 0.093      | tectonic              | Tallest mountain base-to-peak on land |                              |
| Earth                  | Everest                     | 3,6 đến 4,6 km (2,2 đến 2,9 mi)     | 0.072      | tectonic              | 4.6 km ở mặt bắc, 3.6 km ở mặt nam; được liệt kê chỉ bởi đây là đỉnh cao nhất (8.8 km) so với mực nước biển                                      |                              |
| Mặt Trăng              | Montes Apenninus            | 5,5 km (3,4 mi)                     | 0.32       | impact                | | Formed by the Imbrium impact |
| Mặt Trăng              | Mons Hadley                 | 4,5 km (2,8 mi)                     | 0.26       | impact                | Formed by the Imbrium impact |                              |
| Mặt Trăng              | Mons Rümker                 | 1,1 km (0,68 mi)                    | 0.063      | volcanic              | Largest volcanic construct on the Moon |                              |
| Mars                   | Olympus Mons                | 21,9 km (14 mi)                     | 0.65       | volcanic              | Rises 26 km above northern plains, 1000 km away. Summit calderas are 60 x 80 km wide, up to 3.2 km deep; scarp around margin is up to 8 km high. |                              |
| Mars                   | Ascraeus Mons               | 14,9 km (9,3 mi)                    | 0.44       | volcanic              | Tallest of the three Tharsis Montes |                              |
| Mars                   | Elysium Mons                | 12,6 km (7,8 mi)                    | 0.37       | volcanic              | Highest volcano in Elysium |                              |
| Mars                   | Arsia Mons                  | 11,7 km (7,3 mi)                    | 0.35       | volcanic              | Summit caldera is 108 đến 138 km (67 đến 86 mi) across                                                                                           |                              |
| Mars                   | Pavonis Mons                | 8,4 km (5,2 mi)                     | 0.25       | volcanic              | Summit caldera is 4,8 km (3,0 mi) deep |                              |
| Mars                   | Anseris Mons                | 6,2 km (3,9 mi)                     | 0.18       | impact                | Among the highest nonvolcanic peaks on Mars, formed by the Hellas impact                                                                         |                              |
| Mars                   | Aeolis Mons ("Mount Sharp") | 4,5 đến 5,5 km (2,8 đến 3,4 mi)     | 0.16       | deposition và erosion | Formed from deposits in Gale crater; the MSL rover has been ascending it since November 2014.                                                    |                              |
| Vesta                  | Rheasilvia central peak     | 22 km (14 mi)                       | 8.4        | impact                | Almost 200 km (120 mi) wide. See also: List of largest craters in the Solar System                                                               |                              |
| Ceres                  | Ahuna Mons                  | 4 km (2,5 mi)                       | 0.85       | cryovolcanic          | Isolated steep-sided dome in relatively smooth area; max. height of ~ 5 km on steepest side; roughly antipodal to largest impact basin on Ceres  |                              |
| Io                     | Boösaule Montes "South"     | 17,5 đến 18,2 km (10,9 đến 11,3 mi) | 1.0        | tectonic              | Has a 15 km (9 mi) high scarp on its SE margin                                                                                                   |                              |
| Io                     | Ionian Mons east ridge      | 12,7 km (7,9 mi) (approx.)          | 0.70       | tectonic              | Has the form of a curved double ridge |                              |
| Io                     | Euboea Montes               | 10,3 đến 13,4 km (6,4 đến 8,3 mi)   | 0.74       | tectonic              | A NW flank landslide left a 25,000 km³ debris apron                                                                                              |                              |
| Io                     | unnamed (245° W, 30° S)     | 2,5 km (1,6 mi) (approx.)           | 0.14       | volcanic              | One of the tallest of Io's many volcanoes, with an atypical conical form                                                                         |                              |
| Mimas                  | Herschel central peak       | 7 km (4 mi) (approx.)               | 3.5        | impact                | See also: List of largest craters in the Solar System                                                                                            |                              |
| Dione                  | Janiculum Dorsa             | 1,5 km (0,9 mi)                     | 0.27       | tectonic              | Surrounding crust depressed ca. 0.3 km. |                              |
| Titan                  | Mithrim Montes              | ≤ 3,3 km (2,1 mi)                   | 0.13       | tectonic              | May have formed due to global contraction |                              |
| Titan                  | Doom Mons                   | 1,45 km (0,90 mi)                   | 0.056      | cryovolcanic          | Adjacent to Sotra Patera, a 1,7 km (1,1 mi) deep collapse feature                                                                                |                              |
| Iapetus                | Dãy núi xích đạo            | 20 km (12 mi) (approx.)             | 2.7        | uncertain             | Individual peaks have not been measured |                              |
| Oberon                 | unnamed ("limb mountain")   | 11 km (7 mi) (approx.)              | 1.4        | impact (?)            | A value of 6 km was given shortly after the Voyager 2 encounter                                                                                  |                              |
| Pluto                  | Piccard Mons                | ~5,6 km (3,5 mi)                    | 0.47       | cryovolcanic (?)      | ~220 km across |                              |
| Pluto                  | Wright Mons{                | ~4,0 km (2,5 mi)                    | 0.34       | cryovolcanic (?)      | ~160 km across; summit depression ~56 km across                                                                                                  |                              |
| Pluto                  | Tenzing Montes              | ≤ 3,5 km (2,2 mi)                   | 0.30       | tectonic (?)          | Composed of water ice; named after Tenzing Norgay                                                                                                |                              |